# Ramuntcho (novela)

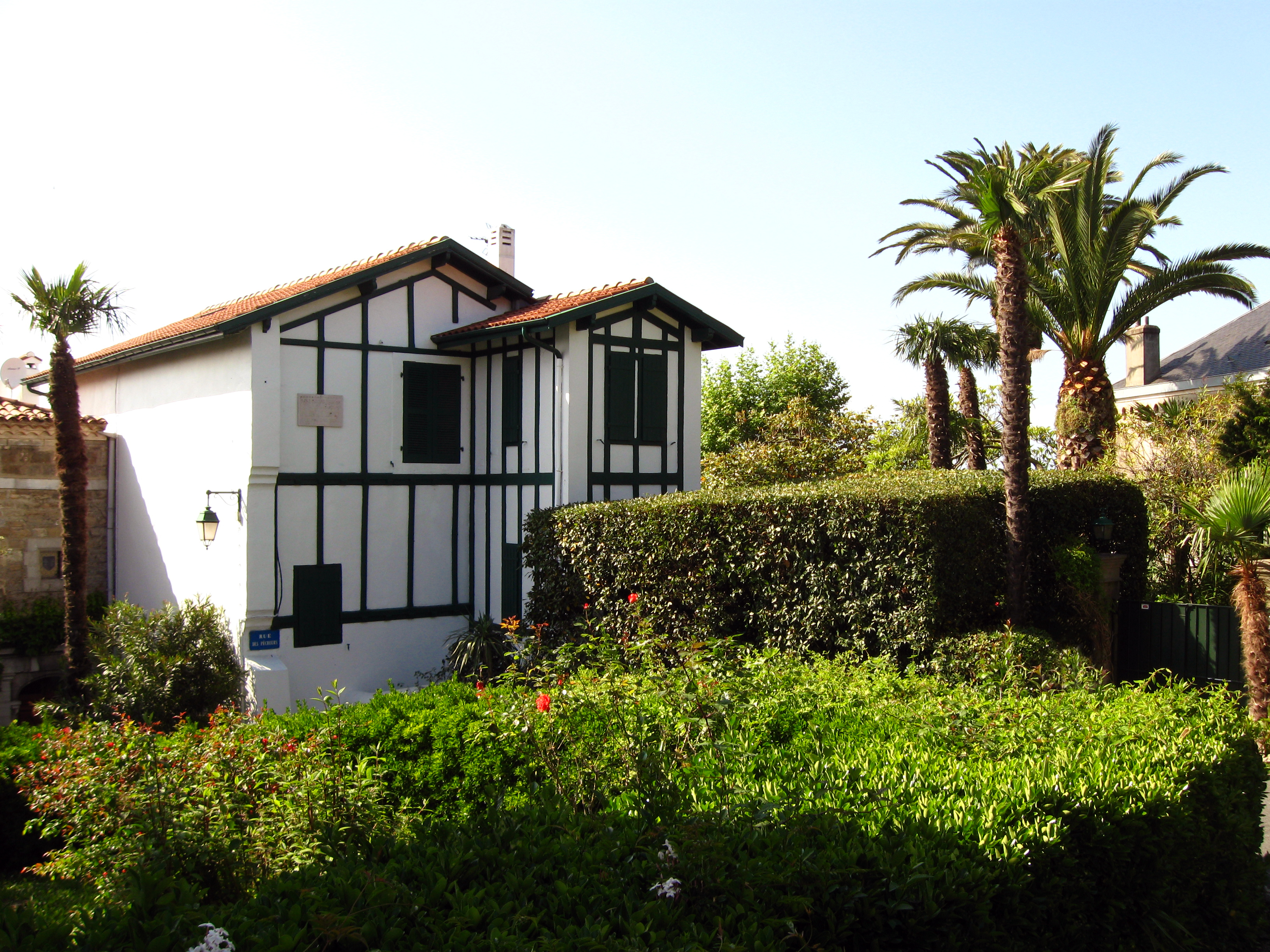
Mansión de Pierre Loti en Hendaya. Loti había comandado un barco en Hendaya desde 1891, y la novela Ramuntcho nace de su encuentro y fascinación por el país vasco.

Ramuntcho, es el nombre de una novela publicada por Pierre Loti en París en 1897. Supone un cambio en la temática de la novelística de Loti, que hasta entonces había situado sus obras en entornos remotos y exóticos. En ella se exalta el costumbrismo y el tipismo regional del País Vasco francés. Loti había desempeñado funciones militares en Hendaya, desde 1891, y sentía un gran aprecio por el lugar, donde moriría en 1923. La novela se centra en una fallida historia de amor entre Gatchutcha y Ramuntcho, un pescador contrabandista y aventurero. Destaca por su evocación melancólica y triste del paisaje, montañas y playas de los Pirineos Atlánticos. Se cree que puede haber elementos autobiográficos en la obra.